# Onthophagus brunellii
Onthophagus brunellii là một loài bọ cánh cứng trong họ Bọ hung (Scarabaeidae).